# Sentinel R.1
Sentinel R.1 – brytyjski samolot rozpoznawczy monitorujący pole walki. 

## Historia

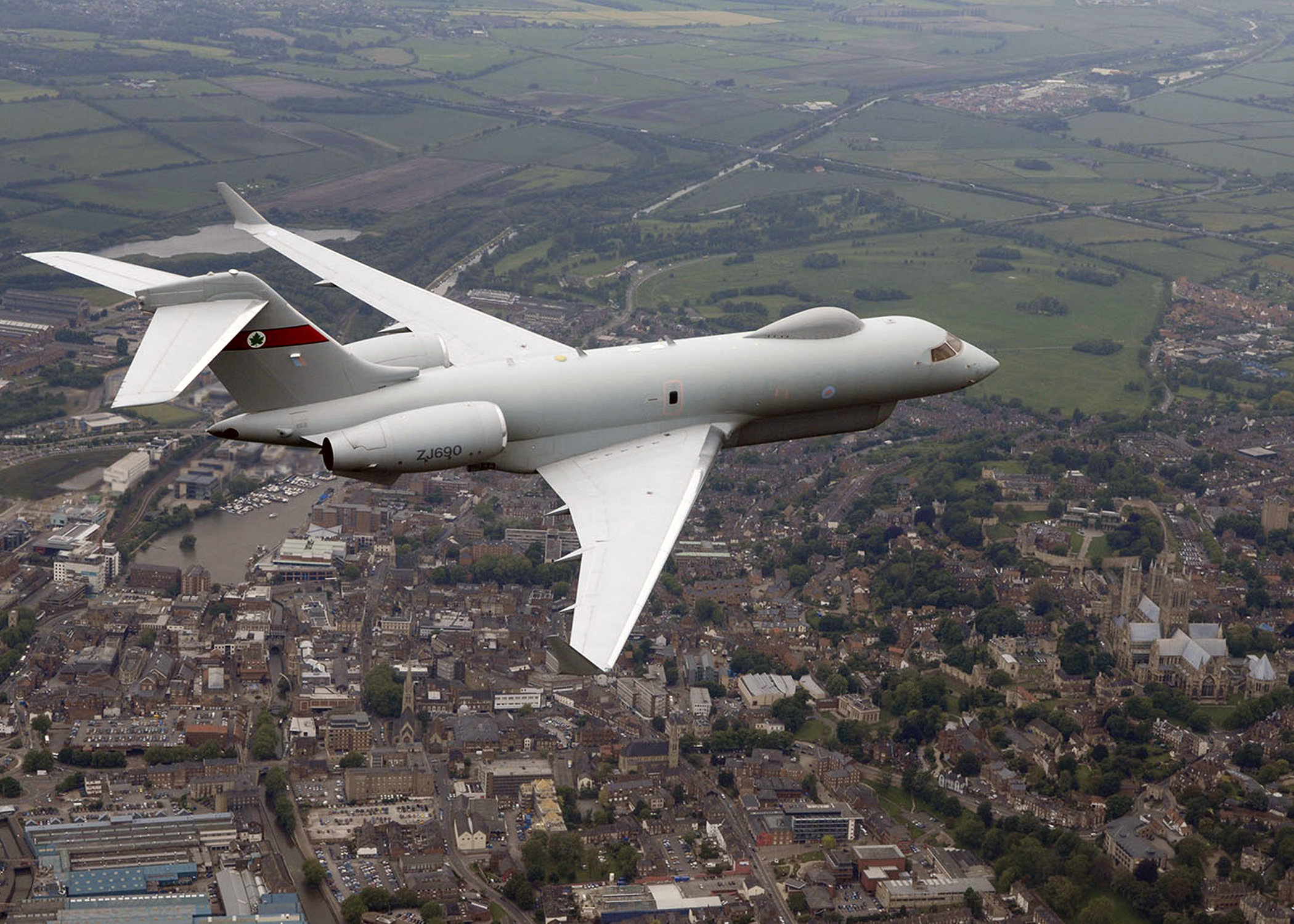
Sentinel R.1

Na początku lat 80. XX wiek w ramach programu CASTOR (Corps Airborne STand-Off Radar) British Army prowadziła badania nad samolotem rozpoznania pola walki. Wynikiem tych prac był samolot Britten-Norman Islander BN-2T z radarem firmy Ferranti zdolnym do wykrywania i śledzenia poruszających się celów naziemnych. Kolejnym samolotem przeznaczonym do rozpoznania pola walki, tym razem z radarem firmy Racal była English Electric Canberra B.8. Upadek Związku Radzieckiego i w konsekwencji znacząca redukcja konwencjonalnych sił zbrojnych sprawiła, że zaprzestano dalszego finansowania programu CASTOR. Impulsem, który na nowo rozbudził zainteresowanie tego typu samolotem wśród brytyjskiej generalicji była I wojna w Zatoce Perskiej, podczas której nieocenione usługi koalicjantom oddał samolot Northrop Grumman E-8 Joint STARS (Joint Surveillance Target Attack Radar System). Samolot rozpoznający ruchome cele naziemne, czołgi, bojowe wozy piechoty, śledzący je, określający poziom zagrożenia z ich strony a w końcu nakierowywujący na nie samoloty bombardujące sił własnych i sojuszniczych. W 1992 roku Ministerstwo Obrony Wielkiej Brytanii na nowo podjęło prace nad podobnym samolotem wspierającym armię brytyjską. Do finału programu ASTOR (Airborne STand-Off Radar) zakwalifikowały się Raytheon Systems z samolotem Bombardier Global Express jako nosicielem systemu oraz Lockheed Martin z samolotem Gulfstream V. Rywalizację wygrał Raytheon, który na swoim samolocie zaproponował zamontowanie radaru z syntetyczną aperturą ASARS-2, stosowanego na samolotach U-2R. Kontrakt na dostawę pięciu samolotów oraz ośmiu naziemnych stanowisk kontrolnych, brytyjskie Ministerstwo Obrony podpisało z Raytheon Systems w grudniu 1999 roku. 3 sierpnia 2002 roku oblatano prototyp nosiciela systemu, przekonstruowano kadłub samolotu dodając na jego spodniej części owiewkę mieszczącą antenę radaru a na grzbiecie owiewkę systemu łączności satelitarnej. 26 maja 2004 roku dokonano oblotu pierwszego seryjnego samolotu. Dwa lata wcześniej dostarczono pierwszą stację naziemną mającą współpracować z samolotem a w czerwcu 2007 roku RAF otrzymał pierwszy z zamówionych samolotów. 1 grudnia 2008 roku gotowość operacyjną uzyskał pierwszy samolot Sentinel R.1. 10 lutego 2009 roku zakończono proces dostaw wszystkich pięciu zamówionych przez RAF samolotów (ostatni miał numer rejestracyjny ZJ694). W 2015 roku samoloty miały zostać wycofane z aktywnej służby, jednak ze względu na potrzeby operacyjne wstrzymano cały proces. Jedna z maszyn została wycofana w maju 2017 roku. Reszta pozostała w linii do 2021 roku. Ostatni lot tego typu samolotu odbył się 25 lutego 2021. W trakcie służby bazą samolotów była baza RAF Waddington w Lincolnshire w ramach No. 5 Squadron RAF.

## System
System ASTOR składa się z samolotu nosiciela radaru, stacji naziemnej wymiany danych na szczeblu taktycznym, umieszczonej na samochodzie Pinzgauer oraz stacji naziemnej wymiany danych na szczeblu operacyjnym umieszczonych w kontenerach, które mogą być transportowane drogą lotniczą. Na pokładzie samolotu obok dwóch pilotów jest dowódca misji i dwóch operatorów radaru dokonujących wstępnej analizy obrazu. Cały system ma możliwość wymiany danych pomiędzy innymi samolotami, śmigłowcami i innymi szczeblami dowodzenia. Samolot posiada również system samoobrony: wyrzutnie flar, dipoli, system ostrzegający o opromieniowaniu i wystrzeleniu pocisku przeciwlotniczego. 1 kwietnia 2004 roku utworzono jednostkę, 5 Squadron RAF, samolotów Sentinel, która stacjonuje w bazie RAF-u w Waddington w hrabstwie Lincolnshire.